# Phard
Phard je italská oděvní firma vzniklá v roce 1986 v Neapoli. Zakladateli byli Roberto Esposito a jeho bratr Alessandro. Phard se rychle stal jednou z nejvýznamnějších italských módních společností.[zdroj?] Hlavní charakteristikou firmy byla a je snaha oblékat mladé ženy. V roce 2008 uváděla okolo 500 zaměstnanců a předpokládala obrat okolo 90 milionů eur.
V roce 1993 se Phard stala akciovou společností a snažila se o diverzifikaci svých aktivit i výrobků.
V roce 2002 vznikla značka Zu Elements, která se zaměřuje na městskou pánskou módu a denim. Po dvou sezónách se díky pozitivní odezvě klientely rozšiřuje i na dámskou módu.
V roce 2005 došlo k dalšímu průniku značky ve světě módy a otevírají se obchody nejen ve významných evropských centrech jako jsou Paříž, Barcelona, Berlín, ale i v Dubaji, Káhiře, Bahrajnu. V České republice se firma profiluje od roku 2008, kdy byly otevřeny tři obchody v Ostravě, Praze a v Olomouci – OC Olympia prodejna STRADA .
Pro pokrytí co nejširšího spektra trhu vznikají i kolekce pro děti Phard a Zu Elements, dále kolekce Red Cross (doplňky značky Zu Elements) a nová značka skupiny Phard pod názvem Relish.
Na počátku roku 2007 došlo ke spojení skupiny Phard s italskou investiční skupinou Abacus, která vlastní 45% společnosti. Toto spojení má pomoci rozvoji firmy k plánovanému obratu okolo 200 milionů eur ročně do čtyř let.